# Vrana
Vrana é uma cidade histórica da Croácia.

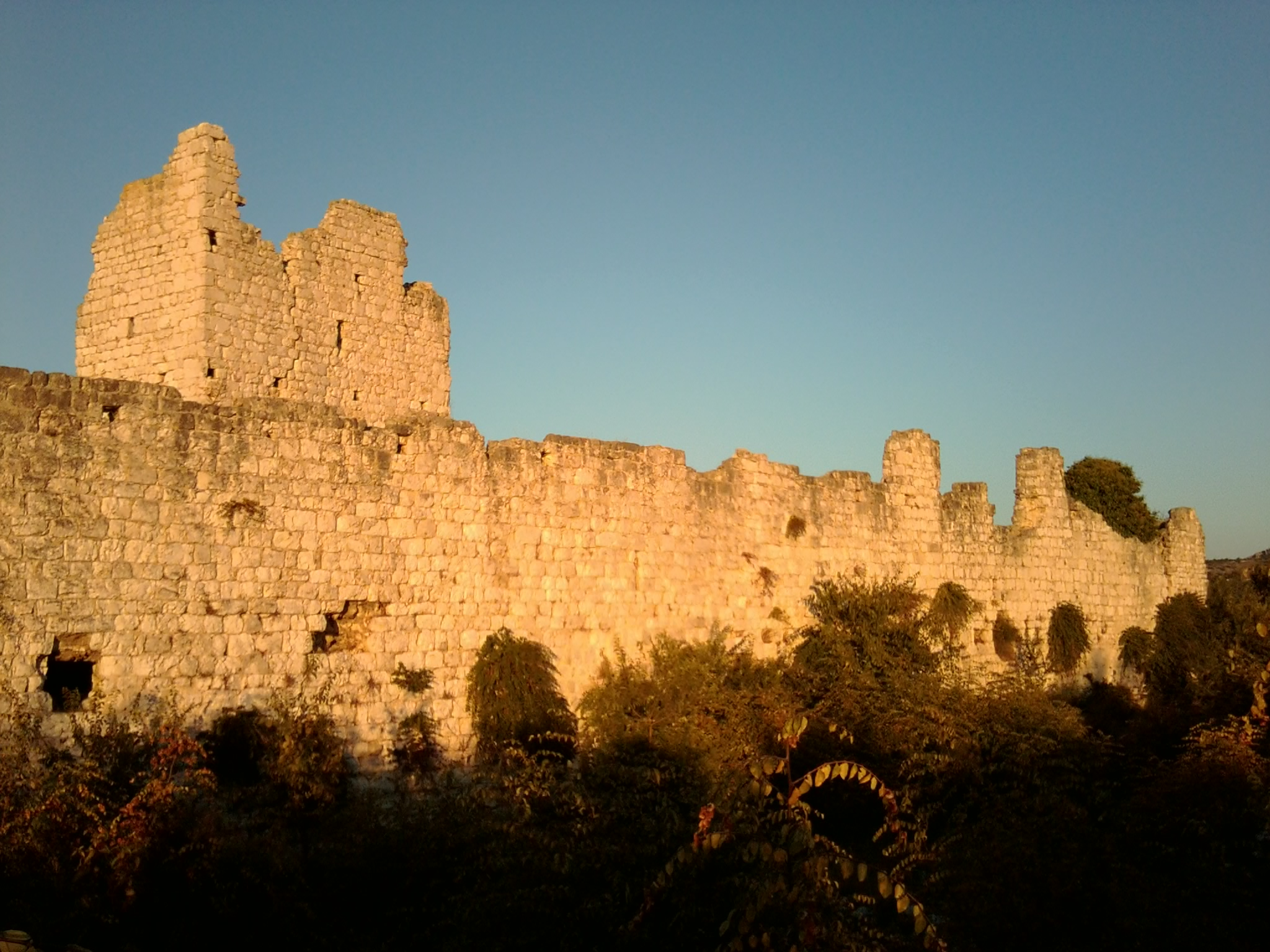
Vrana

Atualmente é um pequeno vilarejo rural na Croácia, mas, do século XI até 1537, quando os turcos a conquistaram, foi um dos mais importantes centros políticos e culturais da região. Sua importância se deveu à instalação na área de monges beneditinos e de cavaleiros templários e hospitalários.
Em 1076 o rei da Croácia, Zvonimir Dmitar, doou a cidade e o mosteiro ao papa Gregório VII, em sinal de lealdade, e a cidade se tornou o primeira sede diplomática papal na região eslava.
Ali foram mantidas por muito tempo as insígnias oficiais do Reino da Croácia. No século XII a Igreja doou a cidade aos cavaleiros templários, e a partir de 1312 se tornou uma posse dos hospitalários.
Nasceram em Vrana dois escultores famosos no Renascimento, Francesco Laurana e Luciano laurana, e o teólogo Thomas Ilirik.